# René Perraudin
René Perraudin (* 8. Dezember 1947 in Paris) ist ein deutsch-französischer Filmregisseur, Filmproduzent, Drehbuchautor, Kameramann und Filmeditor. Er lebt in Berlin.

## Leben und Wirken
René Perraudin ist der Sohn des französischen Malers Wilfrid Perraudin und der Bühnenbildnerin Hildegard Perraudin, geb. Wiehl. Er wuchs zunächst in Paris auf, seit 1952 lebt die Familie in Freiburg/Breisgau. Nach dem Abitur studierte er Architektur an der Universität Stuttgart.
1970 zog René Perraudin nach Berlin, um an der Deutschen Film- und Fernsehakademie Berlin (DFFB) Film zu studieren. Zusätzlich zur Regieausbildung legte er einen Schwerpunkt auf die Kameraarbeit (Dozent: Michael Ballhaus) und auf Special Effects (Dozent: Helmut Herbst). Neben der Arbeit an eigenen Studienfilmen wirkte er bei zahlreichen Abschlussfilmen seiner Mitstudenten als Kameramann mit. Auch begann er schon während des Studiums außerhalb der DFFB zu arbeiten, zunächst als Kameraassistenz bei Fernsehfilmen, dann als Kameramann, so. z. B. für den Kurzfilm Mein Bruder Willi von Ulrich Schamoni.  Er gründete bereits während des Studiums zusammen mit einem Studienfreund eine Produktionsfirma und produzierte im Auftrag des NDR die deutschen Teile der übernommenen amerikanischen Sesame Street, die gerade als Sesamstraße entstand. Sein Abschlussfilm Die kleine Welt wurde auf dem Filmfestival in Edinburgh uraufgeführt und daraufhin wegen seiner außergewöhnlichen visuellen Gestaltung vom Museum of Modern Art zur Filmshow Berlin Now nach New York eingeladen.
Nach dem Studium wirkte er bei mehreren Fernsehfilmen als freier Kameramann mit und von 1976 bis 1979 war er Kameradozent an der DFFB. Danach drehte er als Regisseur und Produzent eine Reihe von Kurzspielfilmen, die mit zahlreichen Preisen ausgezeichnet wurden, u. a. mit dem Silbernen Bären der Berlinale 1979 und mit zwei Bundesfilmpreisen (1981 und 1986).
1988 kam sein Spielfilm Zum Beispiel Otto Spalt in die Kinos, nachdem dieser auf dem Max-Ophüls-Festival den Publikumspreis gewonnen hatte. Hauptdarsteller Otto Sander war in sechs unterschiedlichen Rollen zu sehen. Die Nebenrollen waren prominent besetzt, so mit Katharina Thalbach, Udo Samel, Alfred Edel, Irm Hermann, Rolf Zacher, Peter Fitz, Romy Haag u. v. a. Mit Mitteln der FFA zur Sicherung des deutschen Filmerbes wurde das 35mm-Negativ 2017 digitalisiert und restauriert und ist seitdem auch als DCP verfügbar.
Perraudin war Drehbuchautor von 30 Filmen und Serien, bei über 70 Kino- und Fernsehfilmen führte er die Kamera, knapp 40 Filme entstanden unter seiner Regie, er war Produzent nicht nur seiner eigenen Filme, sondern auch Auftragsproduzent für TV-Filme und Serien anderer Regisseure, und gut 50 Filme gestaltete er als Editor.
Wichtige Kamera-Arbeiten waren z. B. der historische Kinofilm Marie Ward mit Hannelore Elsner als Ordensgründerin und Mario Adorf als Papst Urban VIII. (Hermes Film/Warner Brothers) und der ZDF-Dreiteiler Tödliche Wahl mit Jürgen Prochnow in der Hauptrolle (Produktion Gulya Trebitsch/Studio Hamburg).
Unter den Schnittarbeiten sind besonders erwähnenswert: Stimmen aus dem Dunkel, die filmische Bearbeitung von Walter Kempowskis Das Echolot für das ZDF (Regie: Peter Leippe, 1. Preis bei LiteraVision 2005), der dreistündige Dokumentarfilm Memories of Rain über den Freiheitskampf während der südafrikanischen Apartheid, Regie: Gisela Albrecht und Angela Mai, (Uraufführung: Berlinale 2004, Eine-Welt-Preis NRW) und der Kinospielfilm Komitas (Regie: Don Askarian).
Arbeiten als Auftragsproduzent waren z. B. Die neuen Bundesländer, zwei Staffeln mit jeweils fünf Dokumentationen für InterNationes sowie die Herstellung von 60 Filmen und Videoinstallationen für die Ausstellung im Martin-Gropius-Bau Einigkeit und Recht und Freiheit zum 50. Jahrestag der Bundesrepublik Deutschland.
Auch im Bereich filmtechnischer Entwicklungen und Dienstleistungen war die Perraudin-Filmproduktion aktiv, so z. B. mit dem Bereitstellen von Kameras der Marken Arriflex, Eclair und Aaton sowie von Licht-, Ton- und Schnitttechnik. Mit der Firma AvidCut gründete Perraudin eines der ersten digitalen Schnittstudios in Deutschland. In Zusammenarbeit mit den Geyer-Werken Berlin entwickelte AvidCut ein erstes Verfahren zur Übertragung der digitalen Offline-Schnittdaten für den Negativschnitt des 35- und 16-mm-Filmmaterials sowie zur Synchronisierung von digitalen Avid-Schnittsystemen mit analogen Steenbeck-Schneidetischen.
Seit einigen Jahren liegt sein Arbeitsschwerpunkt in der Bearbeitung von französischen Filmen für die deutschsprachige Auswertung sowie in der Herstellung von Filmen und Multimedia-Präsentationen für öffentliche Einrichtungen und Museen, u. a. für die Stiftung Preußischer Kulturbesitz. Auch betreut er als Mentor Projekte von internationalen Filmstipendiaten, die in Deutschland realisiert werden.
René Perraudin ist Mitglied der European Film Academy, der Deutschen Filmakademie, des Nipkow Programms, der Freunde und Förderer der DFFB und der Förderer des Museums für Film und Fernsehen.

## Filmografie (Auswahl)
- 1969: Die Glück der Ahnungslosen (Produktion, Buch, Regie, Kamera)
- 1970: José se promène (Produktion, Buch, Regie, Kamera)
- 1971: Bald (Buch, Regie, Kamera)
- 1972: Mein Bruder Willi (Kamera)
- 1972: Sesamstraße (Produktion, Buch, Co-Regie, Kamera)
- 1975: Beitrag zur Naturgeschichte des Menschen (Kamera, Schnitt)
- 1975: Die kleine Welt (Buch, Regie, Kamera)
- 1975: Hier sind die Löwen (Kamera)
- 1975: Werner Herzog – Was ich bin sind meine Filme (Kamera)
- 1976: Der Rasen ihrer Träume (Kamera)
- 1977: Bares Geld (Kamera)
- 1978: Von der Ähnlichkeit zum Menschen (Kamera)
- 1979: Phantom (Produktion, Buch, Co-Regie, Kamera)
- 1979: Im Westen was Neues (Kamera)
- 1979: Die andere Schöpfung (Kamera)
- 1979: Joseph Weizenbaum: Das menschliche Gesicht der Zukunft (Kamera)
- 1980: Rückwärts (Produktion, Buch, Regie, Kamera)
- 1980: Black Box (Produktion, Buch, Co-Regie, Kamera)
- 1981: Talentprobe (Co-Kamera)
- 1981: Ein Fall für Otto Spalt (Produktion, Buch, Co-Regie, Kamera)
- 1981: Die ungleiche Chance (Produktion, Buch, Regie, Kamera)
- 1982: Emilia Galotti in Gotha (Kamera)
- 1982: Die Einunddreissiglinge (Produktion, Buch, Co-Regie, Kamera)
- 1983: San Masseo (Kamera)
- 1983: Für Dich (Produktion, Buch, Regie, Kamera)
- 1983: Gedächtnis: Curt Bois, Bernhard Minetti, Otto Sander, Bruno Ganz (Co-Kamera)
- 1983: Richard Angst – Kameramann (Kamera)
- 1984: Der Mord mit der Schere (Produktion, Buch, Regie, Kamera)
- 1984: Mit dem Traume gemalt (Kamera)
- 1985: Marie Ward – Zwischen Galgen und Glorie (Kamera)
- 1985: Dämonen der Städte (Kamera)
- 1986: Blick dich nicht um! (Kamera)
- 1986: Close Up (Produktion, Buch, Regie, Kamera)
- 1986: Kleine Panne – keine Panik, 8-teilige TV-Serie (Produktion)
- 1986: Robert Wilson – Civil Wars (Kamera)
- 1987: Stille Tage in Sommieres (Kamera)
- 1988: Tinguelli – Träumende Maschinen (Kamera)
- 1988: Die Invasion der Flaschen (Produktion, Kamera, Schnitt)
- 1988: Zum Beispiel Otto Spalt (Produktion, Buch, Regie, Kamera)
- 1988: Komitas (Schnitt)
- 1989: 10 Minuten Berlin (Produktion, Buch, Regie, Kamera)
- 1990: Vorwärts (Produktion, Buch, Regie, Kamera)
- 1990: Die fünf neuen Bundesländer, 10-teilige Serie (Produktion, Buch, Co-Regie, Kamera)
- 1990: Volle Kraft voraus (Produktion, Kamera)
- 1990: Die Schwierigkeit, Cocteau zu sein (Kamera)
- 1991: Ökoropa, TV-Dreiteiler (Produktion, Kamera)
- 1991: Marundes Landleben (Kamera)
- 1992: Tobi und die Eisenbahn (Produktion, Buch, Regie)
- 1992: Kaninchen im Flughafen (Produktion, Buch, Regie, Kamera)
- 1992: Ich bin meine eigene Frau (Co-Produktion)
- 1993: Dolores, Colorado (Kamera, Schnitt, Postproduktion)
- 1994: Die Rose von Jericho (Kamera)
- 1994: Der Fremde (Kamera)
- 1995: Tödliche Wahl, TV-Dreiteiler (Kamera)
- 1996: Träume sind stärker (Schnitt, Postproduktion)
- 1996: Verbannt ins Paradies (Schnitt, Postproduktion)
- 1996: Pabst wieder sehen (Co-Produktion, Kamera, Schnitt)
- 1997: Reichsstraße Nr. 1 (Schnitt, Postproduktion)
- 1998: Ein deutscher Schiffsbruch (Schnitt, Postproduktion)
- 1998: Heckers Weg (Schnitt, Postproduktion)
- 1998: Der Traum von der Freiheit (Schnitt, Postproduktion)
- 1998: Otto Preminger (Co-Produktion, Kamera, Schnitt)
- 1999: Der Mann und die Bombe (Kamera, Schnitt, Postproduktion)
- 1999: Nicht mehr gestern – Noch nicht morgen (Kamera, Schnitt, Postproduktion)
- 1999: 2000 Jahre Christentum, 26-teilige TV-Kurzfilmserie (Co-Regie, Kamera, Schnitt, Postproduktion)
- 1999: Einigkeit und Recht und Freiheit, 60 Videoinstallationen im Martin-Gropius-Bau (Produktion)
- 2000: Sieben Hügel, Interaktive Videoinstallation im Martin-Gropius-Bau (Produktion)
- 2000: Weekend am Wannsee (Produktion, Kamera, Schnitt)
- 2001: Der Fiddler von Dooney (Kamera, Schnitt, Postproduktion)
- 2001: Das Geheimnis des zerbrochenen Sterns (Schnitt, Postproduktion)
- 2001: Die Rückkehr der Großen Meister (Schnitt, Postproduktion)
- 2001: Ein Sonderling im Orient (Produktion, Kamera, Schnitt)
- 2002: Die Restaurierung von Metropolis (Kamera, Schnitt, Postproduktion)
- 2002: Kunst im Reichstagsgebäude (Schnitt, Postproduktion)
- 2003: Die neue Museumsinsel – Mythos, Plan, Vision (Schnitt, Postproduktion)
- 2004: Memories of Rain (Schnitt, Postproduktion)
- 2004: Stimmen aus dem Dunkel (Schnitt, Postproduktion)
- 2004: Harry Piel, der Entfesselte (Produktion, Kamera, Schnitt)
- 2005: Der Berg, Klanginstallation im Palast der Republik (Audiodesign, Postproduktion)
- 2005: Uli Richter – Haute Couture (Produktion, Regie, Schnitt)
- 2006: Die Übergabe (Produktion, Regie, Kamera, Schnitt)
- 2007: A Berlin Fashion Story (Produktion, Regie)
- 2008: Pilgern auf japanisch (Schnitt, Postproduktion)
- 2008: All Together Now (Schnitt, Postproduktion)
- 2009: Futuris – International Science Magazine, 72 Folgen à 30 Min. (Postproduktion)
- 2010: Die Akten sind offen (Schnitt, Postproduktion)
- 2012: Science Special (Postproduktion)
- 2012: Summer Rain (Mentoring, Schnitt, Postproduktion)
- 2013: Die Berliner Mauer, Videoinstallation (Schnitt, Postproduktion)
- 2014: 1961/1989 (Schnitt, Postproduktion)
- 2014: Vom Einläuten der Revolution (Schnitt, Postproduktion)
- 2016: Uli Richter Revisited (Produktion, Regie)
- 2017: Be Natural: The Untold Story Of Alice Guy-Blaché (Produktion/Regie für German Unit)
- 2017: Zum Beispiel Otto Spalt (Digitalisierung des 35-mm-Negativs, Restaurierung)

## Auszeichnungen
- 1979: Internationale Filmfestspiele Berlin: Silberner Bär, Preis der Jury, für Phantom (gemeinsam mit Uwe Schrader).
- 1980: Hauptpreis der Europäischen Gemeinschaft, vergeben vom Centre National de la Cinématographie, für Phantom (gemeinsam mit Uwe Schrader).
- 1981: Bundesfilmpreis, Filmband in Silber, für Rückwärts.
- 1984: Internationale Preisprämien des Instituto Luce Cinecittà für Rückwärts.
- 1986: Bundesfilmpreis, Filmband in Silber, für Close Up.
- 1986: Internationale Preisprämien des Centre National de la Cinématographie für Close Up.
- 1988: Max Ophüls Publikumspreis für Zum Beispiel Otto Spalt.
- 1990: Rose von Montreux, deutscher Wettbewerbsbeitrag für Vorwärts (als Vertreter der ARD).
- 1991: Internationale Preisprämien des Instituto Luce Cinecittà für Close Up.
- 1992: Internationale Preisprämien des Instituto Luce Cinecittà für 10 Minuten Berlin.
- 1993: Deutscher Wirtschaftsfilmpreis für Tobi und die Eisenbahn (Auftraggeber: Deutsche Bundesbahn).
- 6 × FBW-Prädikat: Wertvoll.
- 7 × FBW-Prädikat: Besonders Wertvoll.

## Publikationen
- Trau-Schau-Wem, Konventioneller Filmschnitt – Virtueller Filmschnitt (in der Reihe Close Up – Die Deutsche Bibliothek) UVK Medien Verlagsgesellschaft mbH, Konstanz, 1997, ISBN 3-89669-223-2
- Das Edelbuch – Toi, toi, toll! Verbrecher Verlag Berlin, 2004, ISBN 3-935843-36-4
- Fotografien in diversen Büchern: Henschel Verlag, Deutscher Kunstverlag u. a.